# Saló Internacional del Còmic de Saragossa
El Saló del Còmic de Saragossa, és un esdeveniment de còmic que se celebra anualment a Saragossa des del 2002
s'anomena Salón del Cómic de Zaragoza des de la VI edició, anteriorment Muestra del Cómic i el Tebeo de la I a la IV edició i Muestra del Cómic de Zaragoza a la V edició. Està organitzat per l'Ajuntament de Saragossa amb la col·laboració de les associacions Malavida, Mangaku, Tatakae i Thermozero.
Des de la V edició del 2006 se celebra a la Sala Multiusos de l' Auditori i Palau de Congressos de Saragossa, substituint al Centre Cívic de La Almozara, on van tenir lloc les primeres 4 edicions del 2002 al 2005.
El Saló va estar a punt de desaparèixer el 2011 per les limitacions econòmiques, superades finalment gràcies a la reducció del seu pressupost i al cobrament d'un euro per l'entrada des de la X edició del 2011 També des del 2011 i com a part de les activitats que es realitzen es fa entrega dels Premis del Còmic Aragonès.

## Edicions
- Muestra del Cómic y el Tebeo (1 de desembre de 2002).
- II Muestra del Cómic y el Tebeo (29 i 30 de novembre de 2003).
- III Muestra del Cómic y el Tebeo (18 i 19 de desembre de 2004).
- IV Muestra del Cómic y el Tebeo (17 i 18 de desembre de 2005).
- V Muestra del Cómic de Zaragoza (22 i 23 de desembre de 2006).
- VI Salón del Cómic de Zaragoza (14, 15 i 16 de desembre de 2007).
- VII Salón del Cómic de Zaragoza (19, 20 i 21 de desembre de 2008).
- VIII Salón del Cómic de Zaragoza (18, 19 i 20 de desembre de 2009).
- IX Salón del Cómic de Zaragoza (17, 18 i 19 de desembre de 2010).
- X Salón del Cómic de Zaragoza (16, 17 i 18 de desembre de 2011).
- XI Salón del Cómic de Zaragoza (14, 15 i 16 de desembre de 2012).
- XII Salón del Cómic de Zaragoza (13, 14 i 15 de desembre de 2013).
- XIII Salón del Cómic de Zaragoza (12, 13 i 14 de desembre de 2014).
- XIV Salón del Cómic de Zaragoza (18, 19 i 20 de desembre de 2015).
- XV Salón del Cómic de Zaragoza (16, 17 i 18 de desembre de 2016).

## Volum de visitants i expositors
|             | I 2002 | II 2003 | III 2004 | IV 2005 | V 2006 | VI 2007 | VII 2008 | VIII 2009 | IX 2010 | X 2011 | XI 2012 | XII 2013 | XIII 2014 | XIV 2015 | XV 2016 |
| ----------- | ------ | ------- | -------- | ------- | ------ | ------- | -------- | --------- | ------- | ------ | ------- | -------- | --------- | -------- | ------- |
| Assistència | 800    |         |          | 2500    | 10000  |         |          | 14500     | 16000   | 14000  |         |          |           |          |         |
| Expositors  | 14     |         |          |         | 45     |         |          | 57        | 64      |        |         |          |           |          |         |